# Гроган, Ларри
Ларри Гроган (англ. Larry Grogan, ирл. Labhras Gruagain; 1899—1979) — ирландский политик, республиканец, националист.

## Биография
Уроженец Дрохеды. Вступил в ряды ирландских добровольцев в возрасте 18 лет, из которых была сформирована позднее Ирландская республиканская армия. Участвовал в войне за независимость Ирландии и гражданской войне, в 1922 году был брошен в тюрьму Маунтджой и оттуда переведён в лагерь Карра, где написал автобиографию.
В межвоенные годы Гроган продолжал быть активным деятелем республиканского движения, в 1938 году был избран в Совет ИРА. Будучи членом Совета, он подписал ультиматум в отношении британского правительства с призывом вывести войска с острова, угрожая в ответ серией терактов. В сентябре 1939 года арестован вместе с другими членами Совета и брошен в тюрьму Арбор-Хилл, через год отправлен снова в Карра. Вместе с другими интернированными организовал боевую группу и устроил поджог в лагере в декабре 1939 года. Это привело к раздору в лагере ИРА и начавшейся бойне друг против друга. За это Гроган был снова отправлен в тюрьму. Одним из его сокамерников был Брендан Биэн, с которым Гроган активно общался и после Второй мировой войны.
В марте 1945 года Гроган был освобождён и вернулся в ИРА. Был назначен руководителем Ставки ИРА в конце 1940-х и поддержал в 1956 проведение очередной военной кампании, получившей название «Пограничной», за что снова попал в тюрьму Маунтджой в январе 1957 года (через год туда же угодил и его сын). Лидером заключённых в этот раз стал Дэйти О’Коннелл, который регулярно консультировался с Гроганом. Заодчно Гроган участвовал в парламентских выборах в Ирландии от партии «Шинн Фейн» в 1957 году, набрав 9,6% голосов.
В конце 1950-х годов Гроган освободился и вошёл в консервативное крыло ирландского движения «Шинн Фейн», снова приняв участие в выборах в 1961 году и набрав только 4,5% голосов. С 1962 по 1969 годы и с 1970 по 1971 годы он был вице-президентом партии. В конце жизни поддерживал действия Временной ИРА.